# Vulturnus cyclopensis
Vulturnus cyclopensis är en insektsart som beskrevs av Evans 1972. Vulturnus cyclopensis ingår i släktet Vulturnus och familjen dvärgstritar. Inga underarter finns listade i Catalogue of Life.